# Rhinolophus convexus
Rhinolophus convexus — вид рукокрилих родини Підковикові (Rhinolophidae).

## Поширення
Країни проживання: Лаос, Малайзія (півострівна Малайзія). Цей вид відомий тільки з трьох чи чотирьох зразках з двох географічних пунктів. Цей вид був знайдений в гірському лісі в Малайзії на висоті 1600 м над рівнем моря. Зразок з Лаосу був зібраний в передній частині печери.

## Загрози та охорона
Загрози для цього виду невідомі.